# Periophthalmus
Periophthalmus je  rod riba iz porodice Gobiidae. Pripada mu 19 vrsta , a sve osim jedne vrste, P. barbarus (sa Atlantske obale Afrike), žive u obalnim mangrovim šumama Indo-Pacifika. Periophthalmus ribe su izvanredne po tome što mogu privremeno živjeti, između dviju plima,  bez vode, udišući zrak, za koje vrijedme se hrane kukcima i malim beskralješnjacima.

## Vrste
1. Periophthalmus argentilineatus Valenciennes, 1837
2. Periophthalmus barbarus (Linnaeus, 1766)
3. Periophthalmus chrysospilos Bleeker, 1853
4. Periophthalmus darwini Larson & Takita, 2004
5. Periophthalmus gracilis Eggert, 1935
6. Periophthalmus kallopterus Bleeker, 1854
7. Periophthalmus kalolo Lesson, 1831
8. Periophthalmus malaccensis Eggert, 1935
9. Periophthalmus minutus Eggert, 1935
10. Periophthalmus modestus Cantor, 1842
11. Periophthalmus novaeguineaensis Eggert, 1935
12. Periophthalmus novemradiatus (Hamilton, 1822)
13. Periophthalmus pusing Jaafar, Polgar & Zamroni, 2016
14. Periophthalmus spilotus Murdy & Takita, 1999
15. Periophthalmus takita Jaafar & Larson, 2008
16. Periophthalmus variabilis Eggert, 1935
17. Periophthalmus walailakae Darumas & Tantichodok, 2002
18. Periophthalmus waltoni Koumans, 1941
19. Periophthalmus weberi Eggert, 1935